# Campeonato Argentino M20 2002
El Campeonato Argentino de Menores de 20 años de 2002 fue un torneo para los seleccionados M18 de las uniones regionales afiliadas a la Unión Argentina de Rugby.  El torneo se llevó a cabo entre el 20 y el 27 de octubre de 2002 en las instalaciones del Jockey Club de Córdoba.
A partir de esta edición, la Comisión de Competencias de la UAR decidió organizar los Campeonatos Juveniles M18 y M20 en una misma fecha y sede, con el objetivo de facilitar el trabajo de los programas de desarrollo nacionales y la disponibilidad de recursos de la uniones regionales. Ambos torneos reunieron a veintidós seleccionados cada uno y se disputaron en su totalidad a lo largo de una semana bajo el mismo formato. La sede elegida fue Córdoba, ubicada en el centro del país.
El seleccionado de la Unión de Rugby de Buenos Aires se quedó con el torneo al vencer 22-12 en la final al seleccionado local, la Unión Cordobesa de Rugby.

## Equipos participantes
Disputaron esta edición las selecciones de veintidós uniones provinciales: dieciséis en la Zona Campeonato y seis en la Zona Ascenso.
| División                   | Equipo              | Unión                                                |
| -------------------------- | ------------------- | ---------------------------------------------------- |
| Zona Campeonato 16 equipos | Alto Valle          | Unión de Rugby del Alto Valle de Río Negro y Neuquén |
| Zona Campeonato 16 equipos | Austral             | Unión de Rugby Austral                               |
| Zona Campeonato 16 equipos | Buenos Aires        | Unión de Rugby de Buenos Aires                       |
| Zona Campeonato 16 equipos | Córdoba             | Unión Cordobesa de Rugby                             |
| Zona Campeonato 16 equipos | Cuyo                | Unión de Rugby de Cuyo                               |
| Zona Campeonato 16 equipos | Entre Ríos          | Unión Entrerriana de Rugby                           |
| Zona Campeonato 16 equipos | Jujuy               | Unión Jujeña de Rugby                                |
| Zona Campeonato 16 equipos | Mar del Plata       | Unión de Rugby de Mar del Plata                      |
| Zona Campeonato 16 equipos | Nordeste            | Unión de Rugby del Nordeste                          |
| Zona Campeonato 16 equipos | Rosario             | Unión de Rugby de Rosario                            |
| Zona Campeonato 16 equipos | Salta               | Unión de Rugby de Salta                              |
| Zona Campeonato 16 equipos | San Juan            | Unión Sanjuanina de Rugby                            |
| Zona Campeonato 16 equipos | Santa Fe            | Unión Santafesina de Rugby                           |
| Zona Campeonato 16 equipos | Santiago del Estero | Unión Santiagueña de Rugby                           |
| Zona Campeonato 16 equipos | Sur                 | Unión de Rugby del Sur                               |
| Zona Campeonato 16 equipos | Tucumán             | Unión de Rugby de Tucumán                            |
| Zona Ascenso 6 equipos     | Chubut              | Unión de Rugby del Valle del Chubut                  |
| Zona Ascenso 6 equipos     | Formosa             | Unión de Rugby de Formosa                            |
| Zona Ascenso 6 equipos     | La Rioja            | Unión Riojana de Rugby                               |
| Zona Ascenso 6 equipos     | Misiones            | Unión de Rugby de Misiones                           |
| Zona Ascenso 6 equipos     | Oeste               | Unión de Rugby del Oeste de Buenos Aires             |
| Zona Ascenso 6 equipos     | Tierra del Fuego    | Unión de Rugby de Tierra del Fuego                   |

## Formato
Durante esta edición se introdujo un nuevo formato de competición en conformidad con el nuevo sistema de organización del torneo. Los veintidós equipos participantes fueron divididos en dos categorías: Zona Campeonato y Zona Ascenso.
Zona Campeonato
La Zona Campeonato estuvo compuesta por dieciséis equipos y se resolvió con el sistema de eliminación directa a cuatro rondas. A pesar de que el cuadro principal para definir al campeón se llevó a cabo de forma tradicional (octavos, cuartos, semifinales y final), los equipos eliminados continuaron participando a lo largo de las cuatro rondas, enfrentando a otros equipos eliminados en la misma instancia hasta definir su posición final (1°-16°) en la última fecha.
Este sistema permitió que los equipos de la Zona Campeonato disputaran cuatro encuentros cada uno, independientemente de sus resultados.
Zona Ascenso
La Zona Ascenso estuvo compuesta por seis equipos. Cada equipo disputó tres encuentros a lo largo de las cuatro fechas.

## Zona Campeonato
|  | Primera fecha   | Primera fecha   | Primera fecha |              |              | Segunda fecha | Segunda fecha | Segunda fecha |  |         | Tercera fecha | Tercera fecha | Tercera fecha |  |              | Cuarta fecha  | Cuarta fecha  | Cuarta fecha  |  |
|  | 21 de octubre   | 21 de octubre   | 21 de octubre |              |              | 23 de octubre | 23 de octubre | 23 de octubre |  |         | 25 de octubre | 25 de octubre | 25 de octubre |  |              | 27 de octubre | 27 de octubre | 27 de octubre |  |
|  |                 |                 |               |              |              |               |               |               |  |         |               |               |               |  |              |               |               |               |  |
|  |                 |                 |               |              |              |               |               |               |  |         |               |               |               |  |              |               |               |               |  |
|  | Cuyo            | Cuyo            | 70            |              |              |               |               |               |  |         |               |               |               |  |              |               |               |               |  |
|  | Cuyo            | Cuyo            | 70            |              |              |               |               |               |  |         |               |               |               |  |              |               |               |               |  |
|  | Entre Ríos      | Entre Ríos      | 0             |              |              |               |               |               |  |         |               |               |               |  |              |               |               |               |  |
|  | Entre Ríos      | Entre Ríos      | 0             |              | Cuyo         | Cuyo          | 26            |               |  |         |               |               |               |  |              |               |               |               |  |
|  |                 |                 |               |              | Cuyo         | Cuyo          | 26            |               |  |         |               |               |               |  |              |               |               |               |  |
|  |                 |                 | Salta         | Salta        | 15           |               |               |               |  |         |               |               |               |  |              |               |               |               |  |
|  | Salta           | Salta           | Salta         | Salta        | 15           | 65            |               |               |  |         |               |               |               |  |              |               |               |               |  |
|  | Salta           | Salta           |               |              |              |               |               |               |  |         |               |               |               |  |              |               |               |               |  |
|  | Nordeste        | Nordeste        | 0             |              |              |               |               |               |  |         |               |               |               |  |              |               |               |               |  |
|  | Nordeste        | Nordeste        | 0             |              |              |               |               |               |  | Cuyo    | Cuyo          | 17            |               |  |              |               |               |               |  |
|  |                 |                 |               |              |              |               |               |               |  | Cuyo    | Cuyo          | 17            |               |  |              |               |               |               |  |
|  |                 |                 | Buenos Aires  | Buenos Aires | 48           |               |               |               |  |         |               |               |               |  |              |               |               |               |  |
|  | Buenos Aires    | Buenos Aires    | Buenos Aires  | Buenos Aires | 48           | 158           |               |               |  |         |               |               |               |  |              |               |               |               |  |
|  | Buenos Aires    | Buenos Aires    |               |              |              |               |               |               |  |         |               |               |               |  |              |               |               |               |  |
|  | Austral         | Austral         | 0             |              |              |               |               |               |  |         |               |               |               |  |              |               |               |               |  |
|  | Austral         | Austral         | 0             |              | Buenos Aires | Buenos Aires  | 70            |               |  |         |               |               |               |  |              |               |               |               |  |
|  |                 |                 |               |              | Buenos Aires | Buenos Aires  | 70            |               |  |         |               |               |               |  |              |               |               |               |  |
|  |                 |                 | Sur           | Sur          | 13           |               |               |               |  |         |               |               |               |  |              |               |               |               |  |
|  | Mar del Plata   | Mar del Plata   | Sur           | Sur          | 13           | 18            |               |               |  |         |               |               |               |  |              |               |               |               |  |
|  | Mar del Plata   | Mar del Plata   |               |              |              |               |               |               |  |         |               |               |               |  |              |               |               |               |  |
|  | Sur             | Sur             | 31            |              |              |               |               |               |  |         |               |               |               |  |              |               |               |               |  |
|  | Sur             | Sur             | 31            |              |              |               |               |               |  |         |               |               |               |  | Buenos Aires | Buenos Aires  | 22            |               |  |
|  |                 |                 |               |              |              |               |               |               |  |         |               |               |               |  | Buenos Aires | Buenos Aires  | 22            |               |  |
|  |                 |                 | Córdoba       | Córdoba      | 12           |               |               |               |  |         |               |               |               |  |              |               |               |               |  |
|  | Rosario         | Rosario         | Córdoba       | Córdoba      | 12           | 68            |               |               |  |         |               |               |               |  |              |               |               |               |  |
|  | Rosario         | Rosario         |               |              |              |               |               |               |  |         |               |               |               |  |              |               |               |               |  |
|  | Sgo. del Estero | Sgo. del Estero | 0             |              |              |               |               |               |  |         |               |               |               |  |              |               |               |               |  |
|  | Sgo. del Estero | Sgo. del Estero | 0             |              | Rosario      | Rosario       | 19            |               |  |         |               |               |               |  |              |               |               |               |  |
|  |                 |                 |               |              | Rosario      | Rosario       | 19            |               |  |         |               |               |               |  |              |               |               |               |  |
|  |                 |                 | Córdoba       | Córdoba      | 23           |               |               |               |  |         |               |               |               |  |              |               |               |               |  |
|  | Córdoba         | Córdoba         | Córdoba       | Córdoba      | 23           | 24            |               |               |  |         |               |               |               |  |              |               |               |               |  |
|  | Córdoba         | Córdoba         |               |              |              |               |               |               |  |         |               |               |               |  |              |               |               |               |  |
|  | Alto Valle      | Alto Valle      | 10            |              |              |               |               |               |  |         |               |               |               |  |              |               |               |               |  |
|  | Alto Valle      | Alto Valle      | 10            |              |              |               |               |               |  | Córdoba | Córdoba       | 34            |               |  |              |               |               |               |  |
|  |                 |                 |               |              |              |               |               |               |  | Córdoba | Córdoba       | 34            |               |  |              |               |               |               |  |
|  |                 |                 | Tucumán       | Tucumán      | 27           |               |               |               |  |         |               |               |               |  |              |               |               |               |  |
|  | Santa Fe        | Santa Fe        | Tucumán       | Tucumán      | 27           | 24            |               |               |  |         |               |               |               |  |              |               |               |               |  |
|  | Santa Fe        | Santa Fe        |               |              |              |               |               |               |  |         |               |               |               |  |              |               |               |               |  |
|  | San Juan        | San Juan        | 17            |              |              |               |               |               |  |         |               |               |               |  |              |               |               |               |  |
|  | San Juan        | San Juan        | 17            |              | Santa Fe     | Santa Fe      | 24            |               |  |         |               |               |               |  |              |               |               |               |  |
|  |                 |                 |               |              | Santa Fe     | Santa Fe      | 24            |               |  |         |               |               |               |  |              |               |               |               |  |
|  |                 |                 | Tucumán       | Tucumán      | 70           |               |               |               |  |         |               |               |               |  |              |               |               |               |  |
|  | Tucumán         | Tucumán         | Tucumán       | Tucumán      | 70           | 113           |               |               |  |         |               |               |               |  |              |               |               |               |  |
|  | Tucumán         | Tucumán         |               |              |              |               |               |               |  |         |               |               |               |  |              |               |               |               |  |
|  | Jujuy           | Jujuy           | 10            |              |              |               |               |               |  |         |               |               |               |  |              |               |               |               |  |
|  | Jujuy           | Jujuy           | 10            |              |              |               |               |               |  |         |               |               |               |  |              |               |               |               |  |
|  |                 |                 |               |              |              |               |               |               |  |         |               |               |               |  |              |               |               |               |  |

### Primera fecha
| 21 de octubre | Cuyo | 70 - 0  | Entre Ríos |  |  |
|               |      | Reporte |            |  |  |

| 21 de octubre | Rosario | 68 - 0  | Santiago del Estero |  |  |
|               |         | Reporte |                     |  |  |

| 21 de octubre | Córdoba | 24 - 10 | Alto Valle |  |  |
|               |         | Reporte |            |  |  |

| 21 de octubre | Santa Fe | 24 - 17 | San Juan |  |  |
|               |          | Reporte |          |  |  |

| 21 de octubre | Buenos Aires | 158 - 0 | Austral |  |  |
|               |              | Reporte |         |  |  |

| 21 de octubre | Salta | 65 - 0  | Nordeste |  |  |
|               |       | Reporte |          |  |  |

| 21 de octubre | Tucumán | 113 - 10 | Jujuy |  |  |
|               |         | Reporte  |       |  |  |

| 21 de octubre | Mar del Plata | 18 - 28 | Sur |  |  |
|               |               | Reporte |     |  |  |

### Segunda fecha
Partidos 1.°-8.° puesto
| 23 de octubre | Cuyo | 26 - 15 | Salta |  |  |
|               |      | Reporte |       |  |  |

| 23 de octubre | Córdoba | 23 - 19 | Rosario |  |  |
|               |         | Reporte |         |  |  |

| 23 de octubre | Tucumán | 70 - 24 | Santa Fe |  |  |
|               |         | Reporte |          |  |  |

| 23 de octubre | Buenos Aires | 70 - 13 | Sur |  |  |
|               |              | Reporte |     |  |  |

Partidos 9.°-16.° puesto
| 23 de octubre | Jujuy | 19 - 35 | San Juan |  |  |
|               |       | Reporte |          |  |  |

| 23 de octubre | Austral | 0 - 53  | Mar del Plata |  |  |
|               |         | Reporte |               |  |  |

| 23 de octubre | Alto Valle | 27 - 17 | Santiago del Estero |  |  |
|               |            | Reporte |                     |  |  |

| 23 de octubre | Entre Ríos | 21 - 41 | Nordeste |  |  |
|               |            | Reporte |          |  |  |

### Tercera fecha
Partidos 1.°-4.° puesto
| 25 de octubre | Buenos Aires | 48 - 17 | Cuyo |  |  |
|               |              | Reporte |      |  |  |

| 25 de octubre | Tucumán | 27 - 34 | Córdoba |  |  |
|               |         | Reporte |         |  |  |

Partidos 5.°-8.° puesto
| 25 de octubre | Sur | 28 - 57 | Salta |  |  |
|               |     | Reporte |       |  |  |

| 25 de octubre | Rosario | 43 - 15 | Santa Fe |  |  |
|               |         | Reporte |          |  |  |

Partidos 9.°-12.° puesto
| 25 de octubre | Alto Valle | 23 - 17 | San Juan |  |  |
|               |            | Reporte |          |  |  |

| 25 de octubre | Mar del Plata | 31 - 28 | Nordeste |  |  |
|               |               | Reporte |          |  |  |

Partidos 13.°-16.° puesto
| 25 de octubre | Austral | 23 - 16 | Entre Ríos |  |  |
|               |         | Reporte |            |  |  |

| 25 de octubre | Santiago del Estero | 47 - 17 | Jujuy |  |  |
|               |                     | Reporte |       |  |  |

### Cuarta fecha
Final
| 27 de octubre | Buenos Aires | 22 - 12 | Córdoba |  |  |
|               |              | Reporte |         |  |  |

Partido 3.° puesto
| 27 de octubre | Cuyo | 23 - 33 | Tucumán |  |  |
|               |      | Reporte |         |  |  |

Partido 5.° puesto
| 27 de octubre | Salta | 23 - 45 | Rosario |  |  |
|               |       | Reporte |         |  |  |

Partido 7.° puesto
| 27 de octubre | Sur | 20 - 37 | Santa Fe |  |  |
|               |     | Reporte |          |  |  |

Partido 9.° puesto
| 27 de octubre | Alto Valle | 22 - 14 | Mar del Plata |  |  |
|               |            | Reporte |               |  |  |

Partido 11.° puesto
| 27 de octubre | San Juan | 8 - 41  | Nordeste |  |  |
|               |          | Reporte |          |  |  |

Partido 13.° puesto
| 27 de octubre | Austral | 22 - 27 | Santiago del Estero |  |  |
|               |         | Reporte |                     |  |  |

Partido 15.° puesto
| 27 de octubre | Entre Ríos | 43 - 0  | Jujuy |  |  |
|               |            | Reporte |       |  |  |

|                      |
| Buenos Aires Campeón |

## Zona Ascenso
| Pos. | Equipos          | Partidos | Partidos | Partidos | Tantos | Tantos | Tantos |
| Pos. | Equipos          | G        | E        | P        | PF     | PC     | DP     |
| ---- | ---------------- | -------- | -------- | -------- | ------ | ------ | ------ |
| 1.°  | Oeste            | 3        | 0        | 0        | 168    | 10     | +158   |
| 2.°  | La Rioja         | 2        | 0        | 1        | 71     | 61     | +10    |
| 3.°  | Tierra del Fuego | 2        | 0        | 1        | 42     | 106    | -64    |
| 4.°  | Chubut           | 1        | 0        | 2        | 56     | 51     | +5     |
| 5.°  | Formosa          | 1        | 0        | 2        | 60     | 95     | -35    |
| 6.°  | Misiones         | 0        | 0        | 3        | 43     | 117    | -74    |

Primera fecha
| 20 de octubre | Tierra del Fuego | 0 - 75  | Oeste |  |  |
|               |                  | Reporte |       |  |  |

| 20 de octubre | La Rioja | 19 - 15 | Chubut |  |  |
|               |          | Reporte |        |  |  |

Segunda fecha
| 22 de octubre | Oeste | 64 - 0  | Misiones |  |  |
|               |       | Reporte |          |  |  |

| 22 de octubre | Chubut | 25 - 10 | Formosa |  |  |
|               |        | Reporte |         |  |  |

Tercera fecha
| 24 de octubre | Misiones | 15 - 20 | Tierra del Fuego |  |  |

| 24 de octubre | Formosa | 17 - 42 | La Rioja |  |  |

Cuarta fecha
| 26 de octubre | Oeste | 29 - 10 | La Rioja |  |  |
|               |       | Reporte |          |  |  |

| 26 de octubre | Chubut | 16 - 22 | Tierra del Fuego |  |  |

| 26 de octubre | Misiones | 28 - 33 | Formosa |  |  |

| Bandera de la Provincia de Buenos Aires |
| Oeste Campeón Zona Ascenso              |